# V426 Андромеды
V426 Андромеды (лат. V426 Andromedae) — одиночная переменная звезда в созвездии Андромеды на расстоянии (вычисленном из значения параллакса) приблизительно 2967 световых лет (около 910 парсеков) от Солнца. Видимая звёздная величина звезды — от +14,9m до +14,1m.

## Характеристики
V426 Андромеды — красный гигант, пульсирующая медленная неправильная переменная звезда (LB) спектрального класса M. Радиус — около 40,82 солнечных, светимость — около 178,228 солнечных. Эффективная температура — около 3301 K.